# Leo Paixão
Leonardo José Paixão Dias (Belo Horizonte) é um chef de cozinha brasileiro. Atualmente, é chef e proprietário do Restaurante Glouton, Nicolau Bar da Esquina, Restaurante Ninita, Restaurante Macaréu e Mina Jazz Bar. Leo é um dos Mestres do reality show de gastronomia da TV Globo e do canal GNT Mestre do Sabor, junto com Claude Troisgros, Katia Barbosa, José Avilez e Batista. Leo Paixão é casado com a médica Taís Civitarese, com quem tem dois filhos.

## Trabalho
Chef do Restaurante Glouton, Nicolau Bar da Esquina, Restaurante Ninita, Restaurante Macaréu e Mina Jazz Bar em BH, Leo Paixão é a cara da Nova Cozinha Mineira:
No Glouton mescla a alta gastronomia francesa, aprendida em sua formação em Paris, à tradicional cozinha mineira. O resultado é uma culinária precisa e sofisticada, com a base nos sabores do fogão à lenha das roças de Minas, adorada tanto por clientes, quanto pela crítica especializada.
No Nicolau faz uma cozinha mineira, autoral e de vanguarda. Lá, acredita na baixa gastronomia acessível, regional, feita com técnica e precisão, com muito sabor e servida num clima descontraído e simples. Onde quer que cozinhe, Leo leva o afeto, a hospitalidade e o sabor de Minas Gerais consigo.

## Biografia
Leo Paixão inicialmente se formou em medicina na Universidade Federal de Minas Gerais em 2006. Exerceu a profissão como médico da família no Centro de Saúde Barreiro de Cima, plantões de urgência médica na UPA Barreiro e UPA Leste, além do Hospital de Rio Acima.
Em 2009, mudou-se para Paris e em 2010, se graduou em gastronomia francesa na Escola Superiora de Gastronomia Francesa (Ferrandi).
Estagiou no Restaurante La Table de Joel Robuchon, Pierre Gagnaire Hotel Balzac e Restaurante La Cape.
Em Belo Horizonte chefiou o Restaurante Taste Vin até 2012.
Em 2013, abriu o Restaurante Glouton como chef e proprietário e em 2018 o Nicolau Bar da Esquina.

## Prêmios
- Chef do Ano Brasil Revista Prazeres da Mesa 2018[2]
- Revista Veja Restaurante Revelação 2013[3]
- Chef do ano 2014 e 2017 Revista Veja[3]
- Os 10 chefs mais promissores do Brasil 2016[4]